# トリニトロン

ロゴマーク

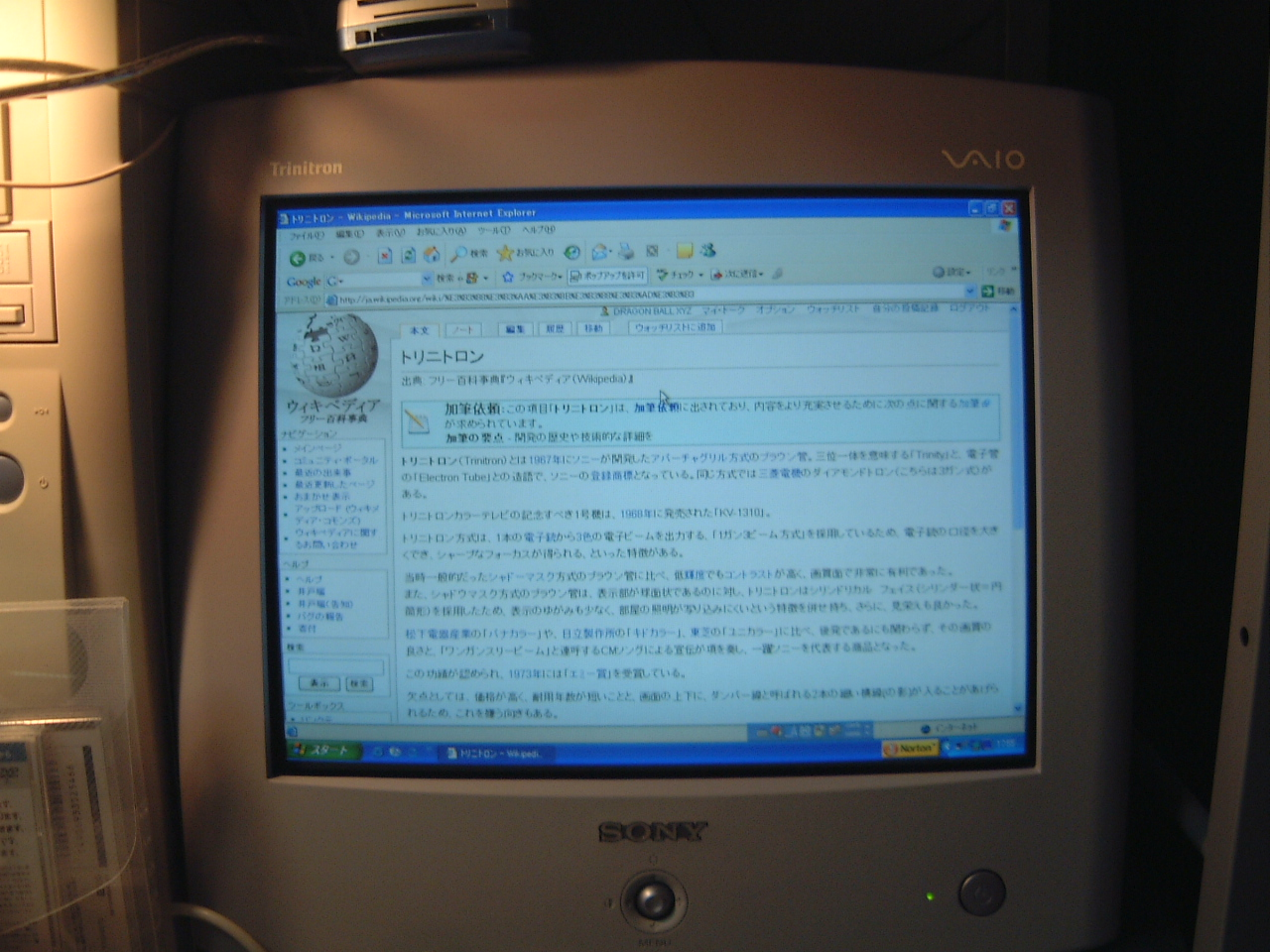
パソコン用ディスプレイとして使用されているトリニトロン管

トリニトロン (Trinitron) は、ソニーによって開発されたアパーチャーグリル方式のブラウン管のブランド名である。世界で2億8000万台を販売した。

## 概要
『トリニトロン』という名称は、三位一体を意味する英語“Trinity（トリニティ）”と、電子管の英語名“Electron Tube（エレクトロン・チューブ）”とのかばん語で、ソニーの登録商標（日本第1010291号）となっている。
トリニトロン管の大きな特徴は、色選別機構にアパーチャーグリルと呼ばれるフィルターを使用していることと、「1ガン3ビーム方式」の電子銃を使用していることである。
アパーチャーグリル方式は、当時一般的だったシャドーマスク方式に比べ、低輝度でもコントラストが高く、画質面で非常に有利であった。また、シャドウマスク方式のブラウン管は、表示部が球面を切り取った形であるのに対し、トリニトロンは円筒形の一部であったため表示のゆがみが少なく、天井の照明や屋外の光が画面へ写り込みにくいといった特徴を併せ持ち、本体としての見栄えも良かった（一部の機種では前面を表示部に合わせたデザインを採用していた）。
「1ガン3ビーム方式」は、1本の電子銃から3本の電子ビームを出力する方式で、3本の電子銃から電子ビームを出力する従来の方式よりも電子銃の口径を大きくすることが可能なため、よりシャープなフォーカスが得られた。
主な欠点としては、アパーチャーグリルをワイヤーによって押さえる構造上、画面の上下に線の影が入ることや、電源オンオフ時にチリチリ音が発生することが挙げられる。

## 終焉
ブラウン管テレビの需要低下により、トリニトロンカラーテレビの日本向け機種は2007年4月に生産終了。最後まで生産が続けられたのはKV-25DA65（デジタルチューナー非搭載・アスペクト比4:3）であり、これが日本国内でのトリニトロンカラーテレビの最終機種となった。なお、トリニトロン管を使用した業務用のビデオモニターについてもすでに生産終了となっている。
日本国内でのトリニトロンカラーテレビ販売終了後も、中南米市場向けにシンガポール工場にて生産を続けていたが、これも2008年3月で終了。トリニトロンの生産から完全に撤退し、41年の歴史に幕を閉じた。なお現在でも「トリニトロン」というブランドの商標権は、ソニーが引き続き保有し続けている。

## その他
- トリニトロンカラーテレビの記念すべき1号機は、1968年に発売された「KV-1310」。
- 1988年には当時世界最大だった45インチモデル「KX-45ED1」を発売している。このモデルは重量200kg、希望小売価格243万円（チューナー内蔵のKX-45ED1Tは252万円）という物だった。
- 松下電器産業（現パナソニック）のパナカラー、日立製作所のキドカラー、東芝のユニカラーに比べて後発だったにも拘わらず、その高画質と「ワンガンスリービーム」を連呼するCMソングによる宣伝が功を奏し、トリニトロンは一躍ソニーを代表する商品となった。
- トリニトロンがテレビ業界の発展に寄与した功績が認められ、1973年にはアメリカエミー賞の技術部門を受賞している。

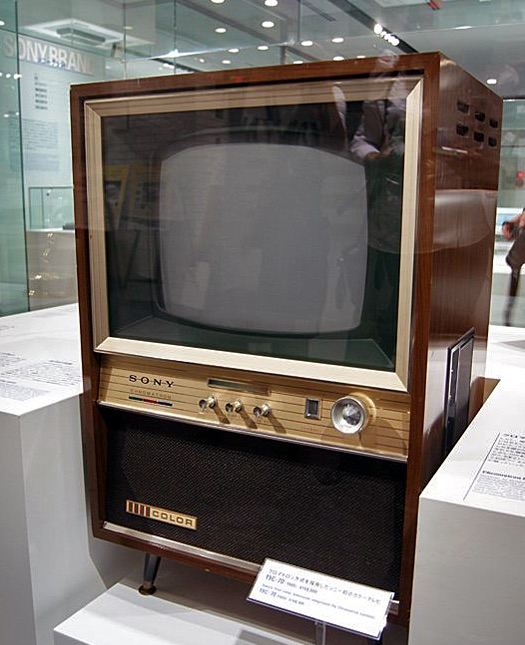
ソニー クロマトロン

- ソニー クロマトロンソニーは当初、アメリカの展示会を視察した技術者たちの進言を容れてアパーチャーグリル方式のクロマトロンを技術導入したが、生産性が低く開発は難航。そのため社内では「苦労マトロン」と皮肉られもした。このクロマトロンを徹底的に改良した結果生まれたのがトリニトロンだった[5]。
- 1985年に開催されたつくば科学万博ではその目玉のひとつとして「SONYジャンボトロン」という巨大なテレビのパビリオンが展示された。その名称は「トリニトロンのジャンボ版」の意を込めてのものだったが、表示技術はトリニトロンとは異なる。

## 基本特許失効後の主要な他社製品
トリニトロン関係の基本特許を持つソニーの方針により、各社はトリニトロン方式のブラウン管を製品化することができなかった。トリニトロンの基本特許が切れた後に、三菱電機が同じ方式のダイヤモンドトロン（こちらは3ガン式）を製品化した。
- ダイヤモンドトロン（Diamondtron、三菱電機→NEC三菱電機ビジュアルシステムズ、管自体はソニーからのライセンス品で、名称は三菱にちなむ）